# Castianeira swiftay
Espèce
Castianeira swiftay est une espèce d'araignées aranéomorphes de la famille des Corinnidae.

## Distribution
Cette espèce est endémique du Costa Rica. Elle se rencontre vers La Pacifica.

## Description
Le mâle holotype mesure 6,32 mm et la femelle paratype 8,06 mm.

## Systématique et taxinomie
Cette espèce a été décrite par Pett en 2023.

## Étymologie
Cette espèce est nommée en l'honneur de Taylor Swift. 

## Publication originale
- Pett, 2023 : « Castianeira swiftay sp. nov., a new species of ant-mimicking spider from Costa Rica, and further new records of castianeirines from Central America. » Zootaxa, no 5389(3), p. 396-400.